# Les Fleurs animées
Pour plus de détails, voir Fiche technique et Distribution.
Les Fleurs animées est un film muet français réalisé par Gaston Velle, produit par Pathé Frères et sorti en 1906.

## Synopsis
Deux femmes prennent le thé sur une terrasse chinoise. Un Mandarin les aperçoit, offre une fleur à l'une d'elles. Celle-ci refuse et il se venge sur les autres fleurs de son jardin en les piétinant. Mais les fleurs, qui repoussent surmontées de têtes de femmes, veulent se venger de ce mauvais traitement.

## Fiche technique
- Titre : Les Fleurs animées
- Réalisation : Gaston Velle.
- Société de production : Pathé Frères
- Pays d'origine :  France
- Durée : 4 minutes 40 secondes
- Dates de sortie : France : 13 mai 1906
- Format : Coloration au pochoir
- Directeur photo : Segundo De Chomon